# Johann Christoph Bendler

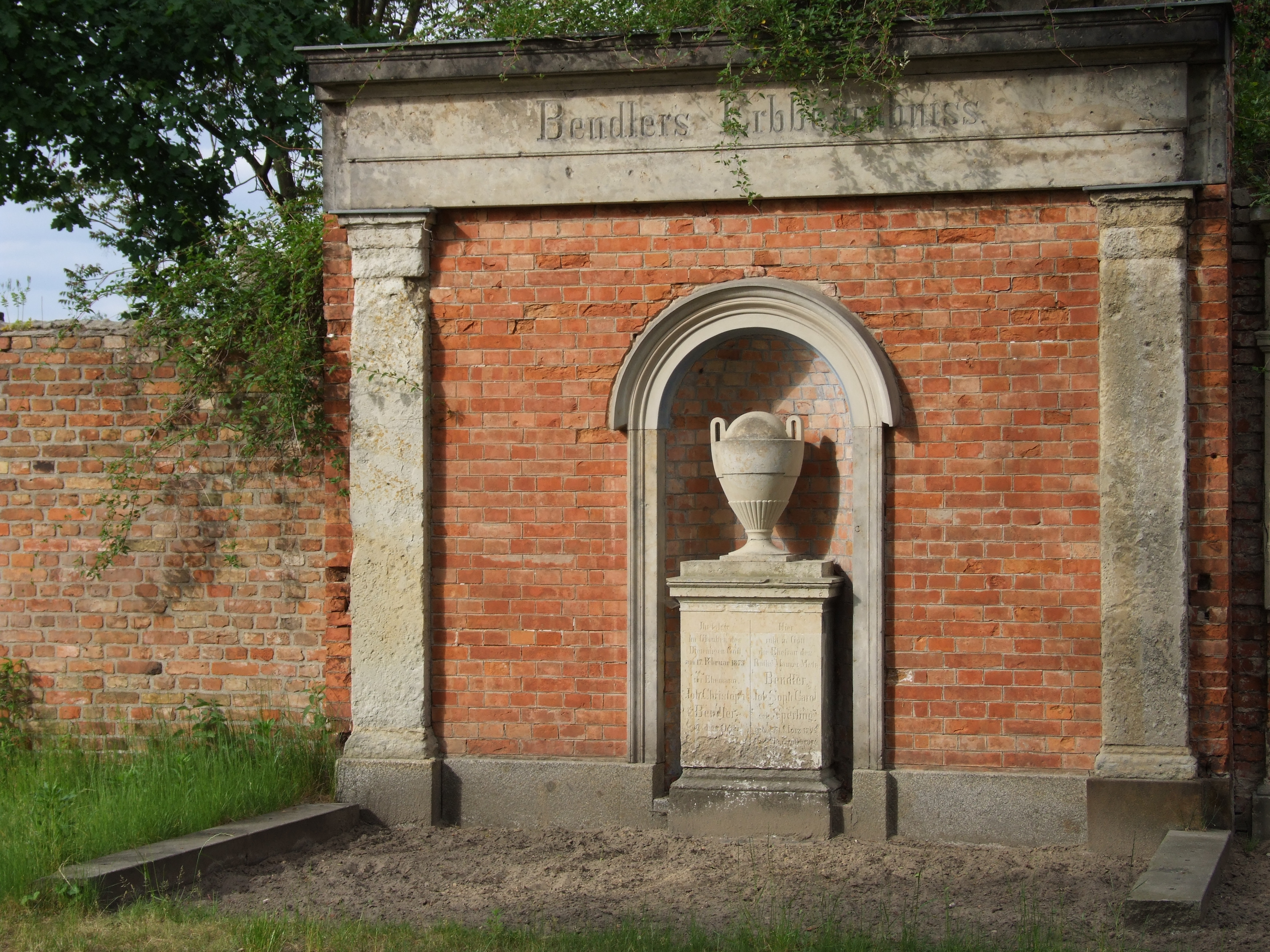
Grab von Johann Christoph Bendler auf dem Dom-Friedhof, Berlin-Wedding

Johann Christoph Bendler (* 29. Oktober 1789 in Hoym; † 17. Februar 1873 in Berlin) war Ratsmaurermeister und Kommunalpolitiker in Alt-Berlin.

## Leben

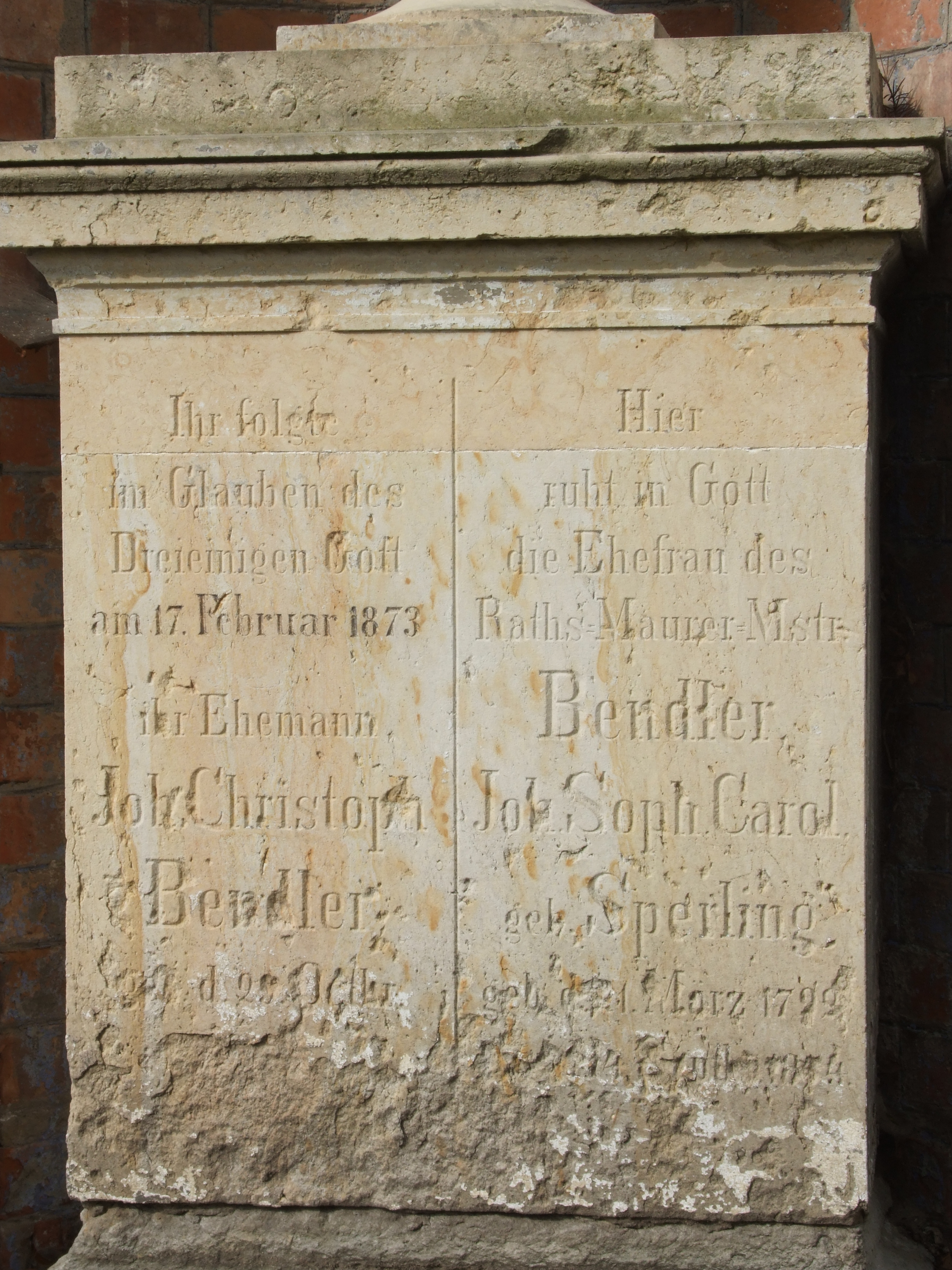
Inschrift auf dem Grabstein von Johann Christoph Bendler und Ehefrau

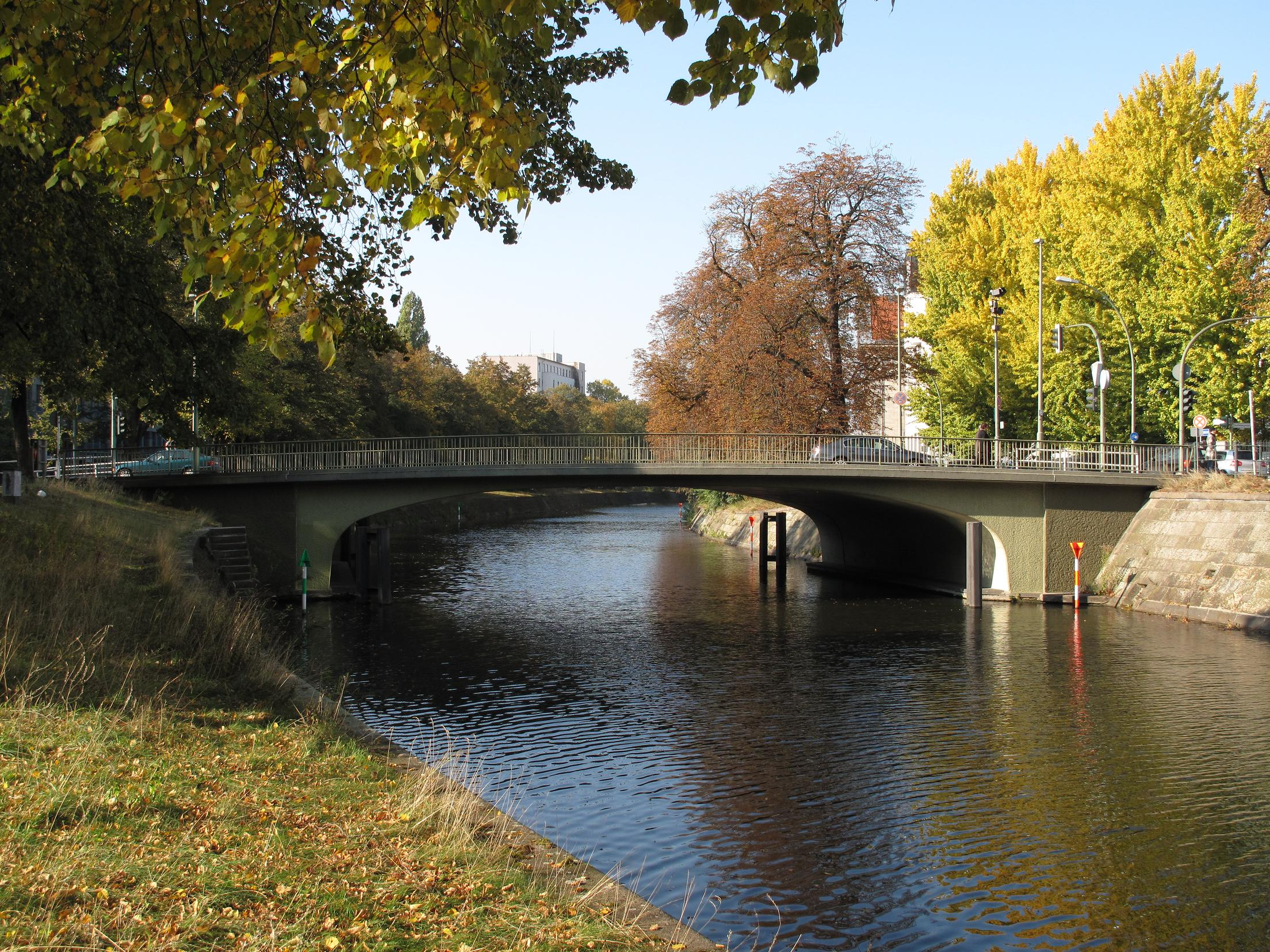
Bendlerbrücke in Berlin

Johann Christoph war das dritte Kind von Jakob Bendler. Er erlernte das Maurerhandwerk und arbeitete danach in seiner Heimatstadt als Polier. Bendler heiratete die 1793 geborene Tochter des Ratsmaurermeisters Carl Sperling, Johanne Caroline Sophie. Nach dem Jahr 1820 zog die Familie nach Alt-Berlin und baute sich ein eigenes Wohnhaus auf dem Friedrichswerder, Grenadierstraße 25. In der Stadt wurde er 1832 zum Ratsmaurermeister berufen. Er kaufte das damalige Areal zwischen Berlin-Tiergarten und dem späteren Landwehrkanal für den Bau von Villen. Eine der neu angelegten Straßen erhielt am 7. November 1837 seinen Namen.
Aufgrund seiner Verdienste um die Entwicklung von Berlin berief die königliche Stadtverwaltung Johann Christoph Bendler im Jahr 1826 zum Vorsteher des 86. Bezirks. Er wurde somit auch Politiker. Vor 1830 hatte er in der Straße Unter den Linden 5 ein Wohnhaus erworben, um dort mit Ehefrau und Kindern zu wohnen.
Er wurde auf dem Friedhof der Domgemeinde, Liesenstraße 6 in Berlin bestattet.

## Ehrungen und Auszeichnungen
- Benennung der Bendlerstraße vom 7. November 1837 bis 20. Juli 1955, danach bis heute Stauffenbergstraße (an den Namen erinnert bis heute der dort gelegene Bendlerblock). Eine Verlängerung dieser Straße erhielt um 1850 den Namen Verlängerte Bendlerstraße. Dieser Straßenabschnitt wurde am 5. Juni 1935 in Kluckstraße umbenannt. In der Bendlerstraße wurde in der Zeit des Nationalsozialismus der sogenannte Bendlerblock als Erweiterungsbau des Reichsmarineamtes errichtet. Am 20. Juli 1955 änderte die zuständige Bezirksverwaltung den Straßennamen in Stauffenbergstraße.[1]
- Die 1957/58 neugebaute, nach ihm benannte Bendlerbrücke (vorher Von-der-Heydt-Brücke) überspannt in Berlin-Tiergarten den Landwehrkanal am Bendlerblock. Sie führt den Straßenzug Stauffenbergstraße/Kluckstraße über den Kanal und verbindet das Reichpietschufer mit dem Schöneberger Ufer.[4]